# Anomala malabariensis
Anomala malabariensis är en skalbaggsart som beskrevs av Blanchard 1851. Anomala malabariensis ingår i släktet Anomala och familjen Rutelidae. Inga underarter finns listade i Catalogue of Life.